# Xylethrus ameda
Xylethrus ameda är en spindelart som beskrevs av Levi 1996. Xylethrus ameda ingår i släktet Xylethrus och familjen hjulspindlar. Inga underarter finns listade i Catalogue of Life.